# 200 mètres féminin aux championnats du monde d'athlétisme 1995
Navigation
Stuttgart 1993 Athènes 1997
L'épreuve du 200 mètres féminin des championnats du monde d'athlétisme 1995 s'est déroulée les 9 et 10 août 1995 à l'Ullevi Stadion de Göteborg, en Suède. Elle est remportée par la Jamaïcaine Merlene Ottey.
C'est l'Américaine Gwen Torrence qui, dans un premier temps, remporte la course par un large écart en 21 s 77, après avoir déjà gagné le 100 mètres. Mais, alors qu'elle est en train d'expliquer aux médias qu'elle s'est fait voler sa paire de pointes et qu'elle a dû utiliser une paire de rechange trop grande, elle apprend qu'elle est disqualifiée pour avoir empiété sur le couloir voisin durant le virage. C'est donc Merlene Ottey qui conserve son titre mondial en 22 s 12, devant la Russe Irina Privalova créditée du même temps. 

## Résultats

### Finale
| Rang               | Athlète            | Pays       | Temps   | Notes |
| ------------------ | ------------------ | ---------- | ------- | ----- |
| Médaille d'or      | Merlene Ottey      | Jamaïque   | 22 s 12 |       |
| Médaille d'argent  | Irina Privalova    | Russie     | 22 s 12 |       |
| Médaille de bronze | Galina Malchugina  | Russie     | 22 s 37 |       |
| 4                  | Melanie Paschke    | Allemagne  | 22 s 60 |       |
| 5                  | Silke Knoll        | Allemagne  | 22 s 66 |       |
| 6                  | Mary Onyali        | Nigeria    | 22 s 71 |       |
| 7                  | Marina Trandenkova | Russie     | 22 s 84 |       |
| —                  | Gwen Torrence      | États-Unis | DQ      |       |

### Demi-finales
| Rang | Athlète           | Pays        | Temps       | Notes |
| ---- | ----------------- | ----------- | ----------- | ----- |
| 1    | Irina Privalova   | Russie      | 22 s 18 (w) |       |
| 2    | Gwen Torrence     | États-Unis  | 22 s 25     |       |
| 3    | Mary Onyali       | Nigeria     | 22 s 58     |       |
| 4    | Melanie Paschke   | Allemagne   | 22 s 60     |       |
| 5    | Melinda Gainsford | Australie   | 22 s 61     |       |
| 6    | Beverly McDonald  | Jamaïque    | 22 s 91     |       |
| 7    | Petya Pendareva   | Bulgarie    | 22 s 92     |       |
| 8    | Paula Thomas      | Royaume-Uni | 23 s 03     |       |

| Rang | Athlète              | Pays       | Temps   | Notes |
| ---- | -------------------- | ---------- | ------- | ----- |
| 1    | Merlene Ottey        | Jamaïque   | 22 s 25 |       |
| 2    | Galina Malchugina    | Russie     | 22 s 45 |       |
| 3    | Silke Knoll          | Allemagne  | 22 s 57 |       |
| 4    | Marina Trandenkova   | Russie     | 22 s 71 |       |
| 5    | Cathy Freeman        | Australie  | 22 s 82 |       |
| 6    | Carlette Guidry      | États-Unis | 22 s 91 |       |
| 7    | Zlatka Georgieva     | Bulgarie   | 22 s 98 |       |
| 8    | Celena Mondie-Milner | États-Unis | 23 s 33 |       |

## Légende
Records et Performances
- AR : Record continental (area record)
- CR : Record des championnats (championship record)
- MR : Record du meeting (meet record)
- NR : Record national (national record)
- OR : Record olympique (olympic record)
- PR : Record paralympique (paralympic record)
- PB : Record personnel (personal best)
- SB : Meilleure performance personnelle de la saison (season's best)
- WL : Meilleure performance mondiale de l'année (world leader)
- WJR : Record du monde junior (world junior record)
- WR : Record du monde (world record)

Circonstances et Conditions
- DNF : N'a pas terminé (did not finish)
- DNS : N'a pas pris le départ (did not start)
- DQ : Disqualification (disqualification)
- NM : Aucun essai valable enregistré (No Mark)
- Q : Qualifié « directement » au prochain tour (ou à la prochaine compétition), lors d'une compétition majeure, grâce au classement ou à la réalisation des minima (automatic qualifier)
- q : Qualifié au prochain tour (ou à la prochaine compétition), lors d'une compétition majeure, grâce au repêchage ou à la réalisation de l'une des meilleures performances parmi celles des « non qualifiés directement » (grâce au meilleur temps ou à la meilleure distance par exemple) (secondary qualifier)